# كرة السلة في دورة الألعاب الآسيوية 2014
كرة السلة في دورة الألعاب الآسيوية 2014 كانت أحد رياضات دورة الألعاب الآسيوية 2014 التي أقيمت في إنتشون في كوريا الجنوبية من 20 سبتمبر إلى 3 أكتوبر 2014، حيث فازت الصين باللقب الأول بفوزه على كوريا الجنوبية في مباراة البطولة.

## حائزو الميداليات
| الحدث   | الذهبية | الفضية | البرونزية |
| ------- | --- | --- | --- |
| الرجال  | كوريا الجنوبية · مون تاي-يونج · Park Chan-hee · يانغ دونغ جيون · كيم تاي-سول · لي جونغ هيون · Kim Sun-hyung · تشو سونغ مين · يانغ هي-جونغ · كيم جو سونغ · Heo Il-young · Oh Se-keun · كيم جونغ كيو | إيران · Rouzbeh Arghavan · سجاد مشايخي · Behnam Yakhchali · Mehdi Kamrani · Arman Zangeneh · Farid Aslani · حامد آفاق · Oshin Sahakian · Asghar Kardoust · Mohammad Jamshidi · Samad Nikkhah Bahrami · حامد حدادي | اليابان · تاكومي إشيزاكي · Ryumo Ono · ماكوتو هيجيما · Takatoshi Furukawa · أتسويا أوتا · ناوتو تسوجي · كوسوكي تاكوشي · Daiki Tanaka · Tenketsu Harimoto · يوكي توغاشي · Kosuke Kanamaru · جوجي تاكوشي |
| السيدات | كوريا الجنوبية · Kim Dan-bi · Lee Mi-sun · Lee Kyung-eun · Park Hye-jin · Kwak Joo-yeong · Yang Ji-hee · Beon Yeon-ha · Lim Yung-hui · Ha Eun-joo · Kim Jung-eun · Kang Young-suk · Sin Jung-ja    | الصين · ليو دان · Jin Weina · Yu Dong · Shi Xiufeng · Sun Xiaoyu · Shen Binbin · Ma Xueya · Ding Yuan · تشانغ فان · Yang Banban · يانغ هينغيو ‏ · Jin Jiabao                                                       | اليابان · Evelyn Mawuli · Hiromi Suwa · Sanae Motokawa · Mucha Mori · Maya Kawahara · Yuri Ushida · روي ماشيدا · ناهو ميوشي · Rui Kato · Mikoto Onuma · Aya Watanabe · Sakura Akaho                    |

## جدول الميداليات
*   البلد المضيف (مضيف)
| المرتبة | فريق           | ذهبية | فضية | برونزية | المجموع |
| ------- | -------------- | ----- | ---- | ------- | ------- |
| 1       | كوريا الجنوبية | 2     | 0    | 0       | 2       |
| 2       | إيران          | 0     | 1    | 0       | 1       |
| 2       | الصين          | 0     | 1    | 0       | 1       |
| 4       | اليابان        | 0     | 0    | 2       | 2       |
| المجموع | المجموع        | 2     | 2    | 2       | 6       |

## القرعة
صنفت الفرق على أساس ترتيبها النهائي في كرة السلة في دورة الألعاب الآسيوية 2010 ‏.

### رجال
- دخلت أفضل 8 فرق من مسابقة كرة السلة في دورة الألعاب الآسيوية 2010 إلى الدور الثاني مباشرة، تم تقسيم الفرق حسب موقعها في كرة السلة في دورة الألعاب الآسيوية لعام 2010 - رجال باستخدام نظام السربنتين لتوزيعها.

| جولة التصفيات – المجموعة A - منغوليا - هونغ كونغ - الكويت - المالديف | جولة التصفيات – المجموعة B - السعودية - كازاخستان - فلسطين - الهند |

| الجولات التمهيدية – المجموعة C - الصين (1) - تايبيه الصينية (9) - الجولات التمهيدية الثانية – المجموعة B | الجولات التمهيدية – المجموعة D - كوريا الجنوبية (2) - الأردن (7) - الجولات التمهيدية الثانية – المجموعة A | الجولات التمهيدية – المجموعة E - إيران (3) - الفلبين (6) - الجولات التمهيدية الأولى – المجموعة B | الجولات التمهيدية – المجموعة F - اليابان (4) - قطر (5) - الجولات التمهيدية الأولى – المجموعة A |

### السيدات
- دهلت أفضل 6 فرق من مسابقة كرة السلة في دورة الألعاب الآسيوية لعام 2010 إلى جولة خروج المغلوب مباشرة، حيث تم توزيع الفرق حسب موقعها في كرة السلة في دورة الألعاب الآسيوية 2010 - سيدات باستخدام نظام السربنتين لتوزيعها.

جولة التصفيات
- منغوليا
- هونغ كونغ
- كازاخستان
- نيبال
- قطر

ربع النهائي
- الصين (1) ضد. جولة التصفيات الثانية
- كوريا الجنوبية (2) ضد. جولة التصفيات الأولى
- اليابان (3) ضد.  الهند (7)
- تايبيه الصينية (4) ضد.  تايلاند (5)

## الترتيب النهائي

### رجال
| المرتبة | الفريق         | ل  | ف | خ |
| ------- | -------------- | -- | - | - |
| الأول   | كوريا الجنوبية | 7  | 7 | 0 |
| الثاني  | إيران          | 7  | 6 | 1 |
| الثالث  | اليابان        | 7  | 4 | 3 |
| 4       | كازاخستان      | 10 | 4 | 6 |
| 5       | الصين          | 7  | 5 | 2 |
| 6       | قطر            | 7  | 4 | 3 |
| 7       | الفلبين        | 7  | 3 | 4 |
| 8       | منغوليا        | 10 | 3 | 7 |
| 9       | تايبيه الصينية | 2  | 0 | 2 |
| 9       | الهند          | 5  | 2 | 3 |
| 9       | الأردن         | 2  | 0 | 2 |
| 9       | الكويت         | 5  | 3 | 2 |
| 13      | هونغ كونغ      | 3  | 1 | 2 |
| 13      | السعودية       | 3  | 2 | 1 |
| 15      | المالديف       | 3  | 0 | 3 |
| 15      | فلسطين         | 3  | 0 | 3 |

### السيدات
| المرتبة | الفريق         | ل | ف | خ |
| ------- | -------------- | - | - | - |
| الأول   | كوريا الجنوبية | 3 | 3 | 0 |
| الثاني  | الصين          | 3 | 2 | 1 |
| الثالث  | اليابان        | 3 | 2 | 1 |
| 4       | تايبيه الصينية | 3 | 1 | 2 |
| 5       | كازاخستان      | 7 | 5 | 2 |
| 6       | الهند          | 3 | 1 | 2 |
| 7       | تايلاند        | 3 | 1 | 2 |
| 8       | منغوليا        | 7 | 3 | 4 |
| 9       | هونغ كونغ      | 4 | 3 | 1 |
| 10      | نيبال          | 4 | 1 | 3 |
| —       | قطر            | 4 | 0 | 4 |